# Theotimius grandis
Theotimius grandis är en skalbaggsart som beskrevs av Hippolyte Louis Gory 1838. Theotimius grandis ingår i släktet Theotimius och familjen bladhorningar. Inga underarter finns listade i Catalogue of Life.